# Fouchères-aux-Bois
Fouchères-aux-Bois è un comune francese di 143 abitanti situato nel dipartimento della Mosa nella regione del Grand Est.

## Società

### Evoluzione demografica
Abitanti censiti